# Onomàstica jueva
L'onomàstica jueva tracta dels prenoms i, especialment, dels cognoms que els jueus han utilitzat al llarg de tota la Història i a tots els països del món on els ha portat la seva Diàspora. Els jueus han portat històricament noms patronímics hebreus. En el sistema patronímic jueu, el prenom (el nom de pila) és seguit per ben- o bé bat- ("fill de" i "filla de", respectivament), i després el nom del pare (també, de vegades, Bar-, "fill de" en arameu). Actualment s'empren els cognoms familiars permanents, però només es van popularitzar entre els jueus sefardites i katalanis a la península Ibèrica i altres llocs a partir del segle x o xi, i no s'estengué àmpliament entre els asquenazites d'Alemanya i d'Europa de l'Est fins molt més tard. Tot i que els jueus porten avui en dia cognoms permanents a tots els efectes, la forma patronímica encara es fa servir en la vida religiosa. S'utilitza a la sinagoga i en documents relatius al Dret jueu, com ara la quetubà (contracte de matrimoni). Molts jueus sefardites utilitzaven l'àrab ibn en comptes de bat o ben per adaptar-se a la norma imperant. La família espanyola Ibn Ezra n'és un exemple.

## Història
Els cognoms no eren del tot desconeguts entre els jueus de l'edat mitjana, i a mesura que es començaven a barrejar més amb els seus veïns cristians, la pràctica d'adoptar i utilitzar cognoms civils a més a més del nom "sagramental", utilitzat només en l'àmbit religiós, augmentava progressivament. Naturalment, entre els sefardites (els jueus de la península Ibèrica) aquesta pràctica era comuna gairebé des del temps de l'expulsió d'Espanya, i probablement es feia encara més comuna com a resultat de l'exemple dels marranos que, en convertir-se al cristianisme, acceptaven en la majoria dels casos els cognoms dels seus padrins cristians. Entre els asquenazites de l'Europa central i oriental, que vivien molt més aïllats de la població cristiana, l'ús de cognoms només va començar a fer-se comú al final del segle xviii, a causa de la imposició que es va anar generalitzant a l'Imperi austríac, a l'Imperi Rus i als diversos estats alemanys per la necessitat d'agilitzar el cobrament d'impostos i de fer més efectius els serveis de reclutament militar els segles xviii i xix. Ara bé, mentre que els diversos governs forçaven els jueus a adoptar cognoms, alhora els limitaven la llibertat de triar-los.

## Noms locals
Els noms locals constitueixen, potser, el nombre més gran de cognoms entre els jueus moderns, encara que cap nom d'inspiració local no és tan freqüent com el menys comú dels noms bíblics. A més a més dels noms més generals, com Hollander, Deutsch, Alemán/Alemany, Frank/Franco/Frankel, Español, Gallego, Català/Catalán, gairebé cada país europeu ha col·laborat amb la seva aportació.

## Malnoms
Els cognoms més aviat descriptius també solen procedir de les llengües modernes, i a vegades es tradueixen a l'hebreu; per exemple, el científic italià del segle xvi Azariah Dei Rossi es coneix també com Azariah Min ha-Adummim ("Azariah de la Família dels Rojos"); o a vegades el nom hebraic es tradueix a les altres llengües: per exemple, Jafeh/Yaffe/Yoffe ("bonic") es tradueix, segons les llengües, per Schön/Schöndel/Schandel/Bonfet. En arameu, "bonic" és shapir, que, potser confós amb el nom de la ciutat alemanya de Speyer, ha donat lloc al cognom Shapiro.
Els àlies sembla que no s'han adoptat tan sovint com a cognoms per part dels jueus, malgrat que eren tan habituals entre ells en la vida diària del gueto. Els Yom-Ṭob i Purim són possiblement d'aquesta mena, i es diu que les diverses formes de Kaiser/King/Fürst/Rey deriven d'algun intèrpret d'aquest paper en les representacions de Purim. Els jueus moderns utilitzen com a malnoms contraccions de noms descriptius hebraics; així, Shön representa Sheliaḥ Ne'eman, i Schatz, Sheliach tzibbur; Katz ("gat") representa Kohn Ẓedeḳ; Goetz (que en anglès és Yates) representa Ger Ẓedeḳ; Sack es fa servir per un membre del Zera' Qodesh ("sagrada posteritat"), i es diu que quan s'hi afegeix una -s fa referència a la fraternitat d'aquest nom a Speyer.
També hi ha el cas dels acrònims (estratègia críptica segurament relacionada amb el caràcter consonàntic de la llengua hebrea). Per exemple, Bran/Braun/Brown es diu que representen les inicials de Ben Rabbi Nachman ("Fill del Rabí Nachman"); mentre Bril/Brill representarien les de Ben Rabbi Judah Löb ("Fill del Rabí Judah Loewe").
Finalment, es poden referir uns quants noms diversos: Esperança, que es fa servir com a nom de dona, apareix en la forma Sprinzer a Rússia; Margolis i Margolioth són variants de Margarida; i Marguerite (en el sentit de "perla") troba els seus equivalents en Perel i Perles. Els que es diuen Wahl afirmen que són descendents de Saul Wahl, que la llegenda situa com a rei de Polònia durant un sòl dia. Schöntheil se suposa que és una traducció de Bonaparte, i Stiebel vindria de la petita cambra reservada per al "bachur" a les cases dels jueus rics.

## Espanya i Portugal
L'ús de cognoms era doncs comú entre els jueus de parla àrab, seguint el costum de la península Ibèrica (les actuals Espanya i Portugal). Entre els sefardites es troben noms com ara Abeldano o Avendaño, que es correspon amb Ibn el-Danan; Abencabre per Ibn Zabara; Avinbruch per Ibn Baruch; o Hacen que deriva de Hassan o Hazan; etc. Els noms bíblics sovint prenen formes curioses a la península Ibèrica, com ara Isaac que esdevé Acaz; Cohen es transforma en Coffen o Coffe; Yom-Ṭob queda en Bondia; i Ẓemaḥ esdevé Crescas, Cresques o Cresquez.
La família Ḥen sembla haver adoptat una traducció del nom del poble on vivien, Gràcia, a prop de Barcelona. En efecte, entre els sefardites la tendència d'adoptar per cognom el nom de la localitat d'on procedien és molt estesa; per exemple, apareixen cognoms com Espinosa/Spinoza, Gerondí, Cavallería, de la Torre, del Monte, Losada/Lousada, o Villa Real, entre molts altres. El nom Saporta/Sasportas (també escrit amb z inicial, p.e. Zaporta) mereix una atenció especial, ja que és una variant antiga de Laporta, amb l'article salat, i que faria referència a una família resident just al costat de la porta del call.
Moltes famílies, especialment entre els jueus conversos i els marranos, però no només ells, prenien cognoms fonèticament castellans, catalans i portuguesos: a vegades utilitzant traduccions (per exemple, Vidal/de Vidas per Hayyim, Lobo per Zev, de Paz per Shalom, de la Cruz i Espírito Santo per Ruah, etcètera); similituds fonètiques segons un sistema semblant al kinnui, a vegades triant entre cognoms ja existents (per exemple, Pizarro/Pissarro, Mendes/Méndez, Fonseca, Rodríguez/Rodrígues, etcètera); fins i tot noms de fonts (per exemple, de Jesús, de Miguel, etcètera).

### El cas dels xuetes
A l'illa de Mallorca hi ha un cas molt especial: un grup determinat de famílies considerades de jueus conversos i que reben el nom de xuetes. Els llinatges considerats xuetes són: Aguiló, Bonnín, Cortès, Fortesa/Forteza, Fuster, Martí, Miró, Picó, Pinya, Pomar, Segura, Tarongí, Valentí, Valleriola/Balleriola i Valls. Aquesta és la llista canònica fixada per Miquel Forteza, però el tema és complex, ja que en llistats anteriors a vegades no hi consten els Valleriola (quasi extingit) ni els Valentí (originàriament un malnom d'una família de cognom Fortesa); tampoc no figura a cap llista Enrich (inicialment malnom d'una família Cortès); entre les llistes dels darrers penitenciats per la Inquisició hi figuren Galiana, Moià i Sureda, actualment no considerats xuetes; per contra, Picó i Segura no apareixen entre els conversos penitenciats el segle xvii però sí que són considerats xuetes. També s'ha de tenir en compte que alguns Fuster (de condició noble), Martí (de Pollença), Miró (de Sóller), Pomar (de Manacor i Artà) no són de cap manera xuetes, com tampoc ho són els Cortès i els Segura d'origen forà, immigrats abundantment a Mallorca durant el segle xx.
En tot cas, els xuetes només són un fragment d'una comunitat conversa molt més àmplia, atès que els registres de les conversions a cavall dels segles xiv i xv, així com els de la Inquisició, de finals del xv i principis del xvi, documenten més de 330 cognoms entre els conversos i els condemnats per judaitzar a Mallorca. També alguns mallorquins porten cognoms de procedència clarament hebrea, que, tanmateix i curiosament, no són tinguts per descendents de jueus, ni tampoc xuetes (per exemple: Abraham, Amar, Bofill, Bonet, Daviu, Duran, Homar, Jordà, Maimó, Salom, Vidal i d'altres).
Però la procedència conversa no és condició suficient per ser xueta: cal que aquest origen hagi quedat fixat en la memòria col·lectiva dels mallorquins mitjançant la identificació de les famílies i llinatges així considerats. Per tant, si bé tots els xuetes són descendents de conversos, només una part dels descendents de conversos són xuetes. En aquest sentit, es documenten descendents secrets de conversos mallorquins (de transmissió exclusivament familiar), orgullosos del seu origen jueu però hostils, ells també, curiosament, amb els xuetes.

### Noms locals
Molts cognoms sefardites són d'origen local, com els espanyols Almansa/Almanzi, Castro, Carvajal, León, Navarro, Somogyi, Robles o Sevilla, i els portuguesos Almeida, Carvalho/Carvallo, Miranda, Paiva, Porto o Pieba.

## Itàlia
Molts cognoms italians són d'origen local, com Alatino, Genovese, Meldola, Montefiore, Mortara, Pisa, Rizzolo, Romanelli (amb les seves variants Romanin, Romain, Romayne, i Romanel), Vitalis (traducció de l'hebreu Jaim o Chaim, i les seves variants Vidal, Vidale i Vidas). El cognom Paradiso és un anagrama de la paraula Diàspora ("dispersió").

## França
A França, l'ús de noms bíblics sembla haver estat més estès, si considerem les llistes elaborades al final del Gallia Judaica de Gross. Hi havia cognoms veritables especialment al sud, com ara Abigdor, Farissol, Bonet, Barron, Lafitte; però la norma d'emprar gentilicis locals era molt popular, com per exemple Samson de Sens, etc.
Napoleó, en un decret del 20 de juliol del 1808, va obligar els jueus a adoptar cognoms fixos com la resta de ciutadans francesos. Va estar vigent també a tot l'Imperi Napoleònic. El decret prohibia la formació de cognoms amb els noms de les ciutats i també els noms bíblics, i els que havien estat presos dels cristians. Tanmateix, els cognoms existents d'aquesta mena es va permetre que se seguissin utilitzant.

## Gran Bretanya
Els primers jueus d'Anglaterra, que parlaven francès, també utilitzaven noms bíblics; el nom més popular, almenys el segle xii, era Isaac, seguit de prop per Joseph. Als dos costats del Canal de la Mànega hi hagué la tendència de traduir els noms bíblics al francès, per exemple Deulesalt per Isaiah, Serfdeu per Obadiah, Deudone per Elhanan, però també s'adoptaven noms populars corrents, com Beleasez, Fleurdelis i Muriel per a les dones jueves, o Amiot, Bonevie, Bonenfaund, Bonfil entre els homes. Deulacres i Crescas també s'empraven (i probablement corresponien a Solomon i Gedaliah).

### Noms locals
La majoria de famílies jueves de les Illes Britàniques provenen d'altres països europeus. El cognom anglès Crawcour (per exemple, encara en la seva forma original alemanya, Siegfried Kracauer) ve de Cracòvia, mentre Van Praagah és el nom d'una família de Praga que es va instal·lar als Països Baixos abans d'anar a Anglaterra. El cognom Meitner (o Maitner, o Majtner) té l'origen al poble alemany de Majetein), prop de la ciutat d'Olomouc. El cognom anglès Gordon en alguns casos pot ser derivat de la ciutat russa de Grodno. De Polònia procedeixen noms com Polano, Pollock, Polack, Polak, Pollak, Poole, Pool, i Polk.

## Alemanya
A Alemanya, la tendència d'adoptar noms cristians era potser més marcada a l'alta edat mitjana, com és el cas de Bernhard, Bero, Eberhard, Falk, Gumprecht, Knoblauch, Liebreich, Manz/Mans (ambdues abreviatures alamànica o suàbia de l'antropònim Manzgold/Mangold), Süsskind, Weiss, i Wolf. Especialment populars foren els cognoms compostos amb -mann o -man, com ara Feldmann, Kaufmann, Lieberman, Lipman i Seligman.
El govern de Prússia va intentar el 1787 introduir la restricció als noms bíblics en la tria de nous cognoms per part dels jueus. Això va portar Leopold Zunz a produir la seva monografia clàssica, Die Namen der Juden, en la qual demostrava, a partir d'exemples presos de totes les èpoques, que els jueus sempre havien adoptat lliurement els noms habituals dels seus veïns en cada país. Gràcies principalment a aquesta campanya, la llei no fou aplicada.
Els diversos estats alemanys van anar adoptant lleis per obligar els jueus a emprar un cognom hereditari: al Gran Ducat de Baden el 1790, a Frankfurt el 1807, a Prússia el 1812, a Baviera i a Mecklenburg el 1813, a Württemberg el 1828, a Saxònia el 1834 i a Oldenburg el 1852.
Una investigació recent sobre els noms dels berlinesos demostra que els jueus moderns de Berlín adopten els noms més habituals dels seus veïns, però que tendeixen a quedar-se un cert nombre de noms, tanmateix no d'origen bíblic, com a més populars entre ells. Així, Harry és principalment jueu, i el mateix es pot dir d'Isidore, Jacques, James i Sigbert. Gairebé tots els que es diuen Moritz són jueus, així com la majoria dels Ludwig, mentre que Julius és gairebé igual de popular entre els jueus i els no jueus de Berlín. Diversos noms populars a la majoria dels llocs es considera que representen un nom bíblic: Isidore s'utilitza per Isaac; Jacques i James per Jacob; Ludwig per Levi; Moritz per Moses; Benno per Benjamin; i, en algun cas, Dagobert per David. Regina i Rosa són noms populars entre les noies jueves. Malgrat aquesta tolerància per adoptar cognoms arbitraris, hi havia encara una tendència, entre els jueus de parla alemanya, a adaptar-los tossudament als noms bíblics en una o altra de les seves diverses formes.

### Noms locals
Alemanya aporta el nombre més gran de noms d'inspiració local. A més a més de ciutats ben conegudes com ara Posen (i el seu gentilici Posner), Berlín (i d'aquí, Berliner i Berlinsky), Bingen, Cassel (per exemple, David Cassel), Treves (d'on surt, segons algunes autoritats, el nom alsacià molt popular de Dreyfus), Dresden, Fulda (i el seu derivat Foulde), i Oppenheim, també han col·laborat amb la seva part moltes ciutats menys conegudes, com són Auerbach, Behrendt, Bischoffsheim, Flatow (i d'aquí Flathow i Flath), Hildesheim (i Hildesheimer), Landshuth o Sulzberg.
Un cert nombre de noms que podrien semblar a primera vista haver estat creats artificialment, són mers noms de ciutats que hi van donar lloc, com Birnbaum (i traduït en anglès per Peartree, "perera"), Rosenberg, Sommerfeld, Grünberg (i d'aquí Greenberg), Goldberg, i Rubenstein.
Hi ha una font curiosa de nous cognoms: als senyals heràldics del Judengasse (el gueto de Frankfurt) es deuen els cognoms d'algunes de les famílies jueves més conegudes: Rothschild ("escut vermell"), Schwarzschild ("escut negre"), Adler ("àguila"), Ganz/Gans ("oca"), Schiff ("vaixell"), Strauss ("estruç"), i Ochs ("bou").

### Malnoms
L'altra font principal d'on s'ha obtingut els cognoms més utilitzats són els negocis i els oficis: Kaufmann i Marchant són els més destacats. Altres de la mateixa mena són: Banks ("banc"), Spielmann ("actor"), Steinschneider ("gravador"), Schuster/Schneider/Schneiders/Snyders ("sastre"; en hebreu Ḥayyat i d'aquí: Chayet), Wechsler ("canvista"). Però n'hi ha d'altres que encara són més explícitament jueus: Parnass i Gabbay, que eren els encarregats de la sinagoga, Hazzan/Chazan/Kantor/Cantor/Cantarini/Singer/Voorsanger (referits als cantors rituals), Shochet/Schaechter/Schechter (el matarife ritual), Ballin (vigilant dels banys), Shadkun (negociador de casaments), Rabe/Rabinowitz/Rabinovich/Rabinowicz/Rabbinovitz (el rabí), Benmohel (el fill del que feia la circumcisió).

## Àustria
El primer estat on va ser obligatòria l'adopció de cognoms és l'Imperi austríac. El 1787 l'emperador Josep II va promulgar una llei per la que tots els jueus de l'imperi havien d'adoptar un cognom. Els jueus que ja tenien cognom podien seguir utilitzant-los, i els que no en tenien estaven obligats a triar-ne un, que havia de ser preferentment d'inspiració bíblica i que des d'aquest moment va esdevenir hereditari. Si un jueu no triava el seu propi cognom, els funcionaris imperials els n'imposaven un per la força. Això va portar a l'assignació de cognoms de manera arbitrària (en alguns casos de to ofensiu). Cognoms artificials en tot cas, creats a partir de la llengua alemanya (oficial de l'imperi), que fan referència a oficis, a característiques personals, a temes de la natura, etc., la nomenclatura jueva dels quals en conserva les traces fins a l'actualitat. Entre aquests cognoms artificials hi ha els següents, esmentats per Karl Emil Franzos: Bettelarm ("indigent"), Diamant ("diamant"), Drachenblut ("sang de drac"), Durst ("[la] set"), Edelstein ("gemma", "pedra preciosa"), Elephant ("elefant"), Eselskopf ("cap d'ase"), Fresser ("golut"), Galgenstrick ("bergant"), Galgenvogel ("ocell de la forca"), Geldschrank ("segur", parlant de diners), Goldader ("veta d'or"), Gottlos ("ateu"), Groberklotz ("terròs desfet"), Hinterkopf o Hinterkop ("darrere el cap"), Hunger ("fam"), Karfunkel ("robí"), Küssemich ("besa'm"), Ladstockschwinger ("ariet que es balanceja"), Lumpe ("estafador" o "drap"), Maizel ("blat de moro"), Maulthier ("mul"), Maulwurf ("talp"), Nachtkäfer ("escarabat nocturn"), Nashorn ("rinoceront"), Nothleider ("empobrit"), Ochsenschwanz ("cua de bou"), Pferd ("cavall"), Pulverbestandtheil ("component en pólvores"), Rindskopf ("cap de vaca"), Säuger ("infant"; literalment, "lactant"), Saumagen ("estómac de truja"), Schmetterling ("papallona"), Schnapser ("brusc"), Singmirwas ("canta'm alguna cosa"), Smaragd ("maragda"), Stinker ("brut"), Taschengreifer ("carterista"), Temperaturwechsel ("canvi de temperatura"), Todtschläger ("bastó" o "homicida"), Trinker ("bevedor"), Veilchenduft ("olor de violeta"), Wanzenknicker ("mata-cuques"), Weinglas ("got de vi"), Wohlgeruch ("bona olor"). Evidentment, la majoria tenen un sentit insultant per a les persones a les quals foren imposats, ja que fan referència a defectes reals o ficticis o, simplement, provoquen jocs de paraules hilarants, com una mostra de l'antisemitisme imperant. No manquen tampoc les referències a oficis típicament jueus i no gaire populars, com ara joier o prestador.
El 1805, amb la incorporació a l'Imperi austríac de nous territoris, procedents del tercer repartiment de Polònia (àrees de Cracòvia, Lublin i Radom) el règim de l'adopció obligatòria de cognoms es va ampliar a aquestes àrees, on la població jueva era molt important.

## Suïssa
A Suïssa, la llei sobre l'adopció obligatòria de cognoms hereditaris per part dels ciutadans jueus es va aprovar el 1863.

## Rússia i Polònia
Normes per restringir la tria de cognoms als noms bíblics han estat aprovades pel govern rus de tant en tant, però sense gaire èxit.
Al final del segle xviii, amb el Repartiment de Polònia, l'Imperi Rus va adquirir un gran nombre de jueus asquenazites, que històricament no havien utilitzat cognoms fins aleshores. Quan es van començar a fer els nous censos, els funcionaris russos s'inventaven cognoms i els assignaven en massa als jueus, traient-los del lloc de residència o de l'ofici de cada individu, o fins i tot arbitràriament.
El 1821, el príncep rus Constantí Romànov, virrei del Regne de Polònia, que gaudia d'una certa autonomia dins de l'Imperi Rus, va tornar a ordenar la introducció de cognoms hereditaris entre els jueus. Al principi, la facultat de triar el cognom estava en mans dels propis jueus, però com que es demoraven massa, l'assignació de cognoms als jueus fou delegada als funcionaris locals.
Un decret imperial de desembre del 1804 obligava a tots els jueus de l'Imperi Rus a adoptar un cognom hereditari. El decret establia un termini de dos anys, però a la pràctica no es va poder executar completament, de manera que es va haver d'aprovar una nova llei el 1835, que tornava a incloure un cop més aquella obligació.
Una altra llei especial aprovada el 1850 prohibia als jueus canviar-se el cognom, fins i tot encara que es canviessin de religió.

## Txèquia
A Bohèmia, les prescripcions de la llei del 1787 que restringia la tria als noms bíblics no es van derogar fins a l'11 d'agost del 1836. Un cas entre cognom local i malnom el trobem amb Altschul o Altschuler, que es refereixen a l'Altschul ("escola vella"), la Sinagoga de Praga.

## Països Baixos
Els Països Baixos han contribuït amb molts noms locals, com Leuwarden, Neumegen, Limburg, van Thal, van Ryn (i diversos altres "van"), Rhine, etc.

## Turquia i el món àrab
A l'antic Imperi Otomà, on es van refugiar molts sefardites, hi ha molts cognoms d'origen hispànic o italià, com Behar (de Béjar), Barron (derivat de Barón), Galante, Veneziani, tot i que també hi ha uns quants cognoms àrabs com Alfandari i Ḥaggis; grecs, com Galipapa i Pappo; i algun de turc, com Jamila, Gungur, Bilbil, i Sabad.
Un cert nombre de noms àrabs s'originen a partir dels oficis: Al-fakhkhar (el "terrisser"), Mocatta ("paleta", o potser "soldat": Al-Muḳatil). Un cas a part és el cognom Cohen ("sacerdot").

## Índia
Cal esmentar el curiós costum que s'imposà entre els Bene Israel de l'oest de l'Índia (actualment gairebé tots retornats a Israel) de convertir noms bíblics en noms hindús similars amb l'addició de -jee, així de Benjamí a Benmajee, d'Abraham a Abrajee, de David a Dawoodjee, o de Jacob a Akkoobjee.

## Israel
L'"hebraïtzació" (Ivrut, en hebreu, עברות) és el procés d'adopció de cognoms hebreus per part dels jueus immigrants. Molts d'aquests immigrants canvien els seus noms per noms hebreus per tal d'esborrar els rastres de la vida galuti (de l'exili) que encara pervivien en els noms procedents d'altres llengües. Aquest fenomen fou especialment comú entre els jueus asquenazites immigrants a Israel, perquè la majoria d'ells havien adoptat els seus noms molt recentment, i alguns havent estat imposats pels imperis alemany i austríac. De fet, hi havia molt pocs cognoms realment hebreus, com ara Cohen ("sacerdot") i Levi (una de les dotze tribus d'Israel). Els cognoms que acaben en -berg, -stein o -man sovint són considerats jueus, però són d'origen alemany, així com els que acaben en -sky i -vitz són eslaus. D'altra banda, un petit nombre de cognoms hebreus, com ara Katz, Bogoraz i Pak són, de fet, acrònims hebreus, tot i que sovint sonen i són percebuts com d'origen forà (en aquests casos, alemany, rus i coreà, respectivament).
L'"hebraïtzació" dels cognoms és un fenomen característic de la llengua hebrea. Aquest procés va començar amb la primera i la segona Aliyyà i va continuar després de l'establiment de l'Estat d'Israel. La tendència a estendre l'"hebraïtzació" dels cognoms en els temps de la Yishuv i immediatament després de l'establiment de l'Estat d'Israel, es basava en la idea que un nom hebreu conferia un grau major de pertinença amb el nou estat. També hi havia el desig de distanciar-se d'un passat de mal record.
Una forma popular de crear un cognom nou és utilitzant patronímics jueus a vegades relacionats amb temes poètics sionistes, com ben Ami ("fill de la meva gent"), o ben Artzi ("fill del meu país"), i a vegades relacionats amb el paisatge israelià, com bar Ilan ("fill dels arbres"). Altres han creat noms hebraics basats en la similitud fonètica amb el seu cognom original: Golda Meyersohn es convertí en Golda Meïr. Una altra persona famosa que feia servir un patronímic fals fou el primer cap del govern d'Israel, David Ben-Gurion, el cognom original del qual era Grün (que en alemany seria "verd"), però que adoptà el cognom "Ben-Gurion" ("fill del cadell de lleó"), en comptes de "Ben-Avigdor" ("fill d'Avigdor"), que era el que li corresponia realment, per ser el nom del seu pare.